# Каролін Шефер
Каролін Шефер (нім. Carolin Schäfer) — німецька легкоатлетка, багатоборка, призерка чемпіонату  світу.
Шефер двічі вигравала юнацькі чемпіонати Європи (2008 та 2009), була срібною призеркою юнацького чемпіонату світу. На Олімпіаді в Ріо-де-Жанейро вона посіла 5-е місце, на Лондонському чемпіонаті світу 2017 року виборола срібну медаль.

## Особисті рекорди
Станом на серпень 2017:
- 200 м: 23.84
- 800 м: 2:20.78
- 100 м з бар'єрами: 13.20
- Стрибки у висоту: 1.79
- Стрибки в довжину: 6.03
- Штовхання ядра: 13.11
- Метання списа: 48.81
- Семиборство: 6836

## Виноски
1. 1 2 3  Olympedia — 2006.
2. 1 2  http://www.carolinschaefer.com/ / Hrsg.: C. Schäfer
3. 1 2  DLV database

## Зовнішні посилання
- Досьє на сайті IAAF [Архівовано 1 січня 2018 у Wayback Machine.]